# تپه‌یزدان
تپه یزدان، روستایی از توابع بخش خزل شهرستان نهاوند در استان همدان ایران است.

## جمعیت
این روستا در دهستان خزل قرار دارد و براساس سرشماری مرکز آمار ایران در سال ۱۳۹۵، جمعیت آن ۱۳۳ نفر (۳۹خانوار) بوده‌است.